# هيئة الفنون البصرية
هيئة الفنون البصرية هي هيئة حكومية سعودية تأسست في فبراير 2020، تتبع وزارة الثقافة ومقرها في العاصمة الرياض.

## الأهداف
تهدف الهيئة لتطوير الفنون البصرية، وبناء البرامج التعليمية المتعلقة بها، إضافة لتقديم المنح الدراسية للموهوبين.
ستقوم الهيئة بتطوير الأنظمة المرتبطة بصناعة الفنون البصرية، وذلك من خلال اقتراح إستراتيجية قطاع الفنون البصرية ومتابعة تنفيذها، واقتراح مشروعات الأنظمة والتنظيمات التي تتطلبها طبيعة عمل الهيئة وتعديل المعمول به. كما ستعمل الهيئة على تشجيع التمويل والاستثمار في المجالات ذات العلاقة باختصاصات الهيئة، واقتراح المعايير والمقاييس الخاصة بقطاع الفنون البصرية، وتشجيع الأفراد والمؤسسات والشركات على إنتاج وتطوير المحتوى في قطاع الفنون البصرية. وسيكون للهيئة دور في دعم جهود تطوير قطاع الفنون البصرية في الأماكن العامة والحفاظ عليها، إلى جانب إقامة الدورات التدريبية، واعتماد برامج تدريبية مهنية وجهات مانحة للشهادات مختصة بالتدريب، وبناء البرامج التعليمية وتقديم المنح الدراسية للموهوبين، إضافة إلى دعم حماية حقوق الملكية الفكرية، والترخيص للأنشطة ذات العلاقة بمجال عمل الهيئة، وإنشاء قاعدة بيانات لقطاع الفنون البصرية. كما ستعمل على تنظيم وإقامة المؤتمرات والمعارض والفعاليات والمسابقات المحلية والدولية والمشاركة فيها، وتأسيس الشركات أو المشاركة في تأسيسها أو الدخول فيها، والاشتراك في الاتحادات والمنظمات والهيئات الإقليمية والدولية وما في حكمها، إضافة إلى تمثيل المملكة في الهيئات والمنظمات والمحافل الإقليمية والدولية ذات العلاقة باختصاصات الهيئة.

### مجلس الإدارة
تمتد عضوية مجلس الإدارة لثلاث سنوات قابلة للتجديد، على أن يعقد اجتماعاته أربع مرات في العام أو كلما دعت الحاجة. والمجلس، برئاسة الأمير بدر بن عبد الله بن فرحان وزير الثقافة، ونائب وزير الثقافة حامد بن محمد فايز عضواً ونائباً لرئيس المجلس، وعضوية كل من الدكتورة ندى محسن شبوط، وفادي بن محمد جميل، وفيصل بن فاروق تمر، وفهد بن عادل المنديل، وكريس ديركون.
وسيقوم مجلس الإدارة بإصدار القرارات اللازمة لضمان تحقيق الأهداف المطلوبة من الهيئة، وفق الصلاحيات المخولة له، وسيشرف المجلس على تنفيذ استراتيجيات الهيئة، ويقر السياسات المتعلقة بنشاطها، ويسن اللوائح والأنظمة والإجراءات الداخلية والفنية.
في 7 مارس 2024، أعيد تشكيل مجلس إدارة الهيئة وضم الدكتورة عفت بنت عبدالله فدعق، وفيصل بن فاروق تمر، وفادي بن محمد جميل، وندى محسن شبوط، وشينا واغستاف.

## برامج الهيئة

### التوجيه والإرشاد الفني
في ديسمبر 2022، أطلقت هيئة الفنون البصرية برنامج "التوجيه والإرشاد الفني"، والموجه للفنانين البصريين الناشئين، حيث يسعى البرنامج إلى تنمية مواهب الفنانين المبتدئين، وتوجيهها للطرق المتناسبة مع كل موهبة.

### مسابقة سبل الفن
في يوليو2022، أعلنت هيئة الفنون البصرية إطلاق مسابقة "سبل الفن"، بالتعاون مع البريد السعودي، وهي موجهة للفنانين السعوديين، لتقديم رسومات إبداعية، يتم عرضها على الطرود البريدية وسيارات التوصيل. حيث تضم المسابقة مسارين، هما:
- الرسم الرقمي.
- الرسم التشكيلي.

### مؤتمر الفنون الرقمية
نظَّمت هيئة الفنون البصرية بالشراكة مع دار سوذبيز للمزادات "مؤتمر الفنون الرقمية"، حيث أقيم المؤتمر في فبراير 2022، واحتضنه معرض بينالي الدرعية للفن المعاصر. قدم المؤتمر مجموعةً مختارةً من أحدث إصدارات الأعمال الفنية الرقمية NFT.

## الفعاليات
نظمت هيئة الفنون البصرية العديد من الفعاليات والبرامج، من ضمنها:

### ابحث عني بين الضباب
في مارس 2021، نظمت هيئة الفنون البصرية النسخة الأولى من معرض "ابحث عني بين الضباب"، من 19 مارس الى 9 أبريل، حيث سلط المعرض على فكرة الضباب المستلهم من حرائق الغابات والمتنزهات الوطنية الجبلية في مدينة أبها.
في سبتمبر 2022، نظمت هيئة الفنون البصرية النسخة الثانية من معرض "ابحث عني بين الضباب"، من 1 إلى 24 سبتمبر في حي جاكس بالدرعية التاريخية، حيث سلّط المعرضُ الضوءَ على أهمية الاستدامة البيئية، وقدم 10 فنانين سعوديين أعمالًا فنية، تحمل أشكالًا تأمليةً وشعريةً مستلهمةً من بيئة منطقة عسير، والضباب الذي صاحب حرائق الغابات الهائلة، التي شهدتها المتنزهات الوطنية الجبلية في أبها خلال عام 2021.

### فن الجداريات "شفت 22"
في أكتوبر 2022، نظمت هيئة الفنون البصرية، النسخة الأولى من مهرجان "شفت 22"، المتخصص بفن الجداريات، في مستشفى عرقة بالرياض. حيث ترك الفنانون بصمتهم على تلك الجدران، مثل جدارية "قصيدة حب" و"التحول" و"روابط". كما استخدمت تقنيات البروجكتر، التي حولت المستشفى إلى متحفٍ ليليٍّ فريد.
في نوفمبر 2023 نظمت هيئة الفنون البصرية النسخة الثانية من مهرجان "شفت 22" في أحد المباني القديمة في ضواحي العاصمة الرياض بمشاركة 50 فناناً ومتحدثاً وموسيقياً.

### جائزة المملكة الفوتوغرافية 2022
في ديسمبر 2022، نظمت هيئة الفنون البصرية، معرض جائزة المملكة الفوتوغرافية 2022 في نسختها الأولى، في مركز حي جميل في جدة، لعرض مجموعة من الصور من منحة المملكة للتصوير الفوتوغرافي الاحترافي. والجائزة عبارة عن مسابقة تصوير سنوية تهدف إلى الاستكشاف الإبداعي. تم اختيار النسخة الافتتاحية للجائزة، المنطقة الساحلية "الوجه"، حيث تشكلت الجائزة في ثلاث فئات، هي: التصوير تحت الماء، تصوير امتداد الساحل وطبيعته، وتصوير البيئة العمرانية.

### الإقامات الفنية بالمملكة
في فبراير 2023، نظمت هيئة الفنون البصرية لقاءً افتراضيًا تحت عنوان "الإقامات الفنية بالمملكة". تطرق اللقاء الى أثر الإقامات الفنية على الحياة المهنية للممارسين في مجال الفنون البصرية بالمملكة، وتم استعراض مجموعة من برامج الإقامات الفنية، منها، برنامج "إقامة التقاء"، الذي يعد من البرامج الأولى المتعددة التخصصات، ويجمع بين الفن والأزياء. كما تم استعراض البرنامج الذي نفذته وزارة الثقافة، وحمل عنوان "الإقامة الفنية.. البلد" الذي أقيم بجدة التاريخية.

### الرحلات الثقافية
في سبتمبر 2023، أطلقت هيئة الفنون البصرية برنامج الرحلات الثقافية إلى عددٍ من دول العالم، حيث اتجهت الرحلة الأولى إلى النمسا، خلال المدة من 5 إلى 14 سبتمبر، والرحلة الثانية الى فرنسا، خلال المدة من 17 إلى 26 أكتوبر، لاختبار مشهد الفنون البصرية المعاصرة في باريس.

### إقامة "التقاء"
في أغسطس 2023، أعلنت هيئة الفنون البصرية بالتعاون مع هيئة الأزياء عن إطلاق النسخة الثانية من برنامج "إقامة التقاء.. الفن والأزياء بتصور جديد"، من المقرر انعقاده في شهر أكتوبر 2023 في حي جاكس بالدرعية التاريخية. حيث حدد البرنامج شروطًا يجب على المرشحين استيفاؤها عند التقديم على البرنامج، من أبرزها، تقديم معلومات واضحة عن التجارب المهنية، والاهتمامات، والممارسات الإبداعية السابقة، إلى جانب إثبات أيّ ممارسة فنية نشطة وحديثةِ العهد، عبر توفير وصفٍ لأحدث المشاريع والمعارض، أو النصوص والمنشورات، والأبحاث التي عملوا عليها أو شاركوا فيها.

### فن الطباعة اليدوية في مجال الفنون البصرية
في سبتمبر 2023، أقامت هيئة الفنون البصرية جلسةً حواريةً بعنوان "فن الطباعة اليدوية في مجال الفنون البصرية"، للتعريف بالطباعة اليدوية، واكتشاف الممارسات الإبداعية والتقنيات المتنوعة بمجال الطباعة اليدوية.

## وصلات خارجية
- الموقع الرسمي